# Behind the Mask (album)
Pour les articles homonymes, voir Behind the Mask.
Albums de Fleetwood Mac
Tango in the Night
(1987) Time
(1995)
Behind the Mask est le quinzième album studio de Fleetwood Mac, sorti en 1990.
C'est le premier album du groupe après le départ du guitariste et compositeur Lindsey Buckingham, qui est remplacé par Rick Vito et Billy Burnette.

## Titres
1. Skies the Limit (Christine McVie, Eddy Quintela) – 3:45
2. Love Is Dangerous (Stevie Nicks, Rick Vito) – 3:18
3. In the Back of My Mind (Billy Burnette, David E. Malloy) – 7:02
4. Do You Know (C. McVie, Burnette) – 4:19
5. Save Me (C. McVie, Quintela) – 4:15
6. Affairs of the Heart (Nicks) – 4:22
7. When the Sun Goes Down (Burnette, Vito) – 3:18
8. Behind the Mask (C. McVie) – 4:18
9. Stand on the Rock (Vito) – 3:59
10. Hard Feelings (Burnette, Jeff Silbar) – 4:54
11. Freedom (Nicks, Mike Campbell) – 4:12
12. When It Comes to Love (Burnette, Simon Climie, Dennis Morgan) – 4:08
13. The Second Time (Nicks, Vito) – 2:31

## Musiciens

### Fleetwood Mac
- Stevie Nicks : chant
- Rick Vito : guitare, chant
- Billy Burnette : guitare, chant
- Christine McVie : claviers, chant
- John McVie : basse
- Mick Fleetwood : batterie, percussions

### Autres musiciens
- Lindsey Buckingham : guitare acoustique (8)
- Asanté : percussions (11)
- Stephen Croes : claviers, Synclavier, synthétiseurs, percussions

## Certifications
| Pays              | Certification | Unités certifiées |
| ----------------- | ------------- | ----------------- |
| États-Unis (RIAA) | Or            | 500 000           |